# Боле (подгруппа языков)
Боле (также северные боле, северные боле-тангале; англ. bole, north bole) — подгруппа языков, входящая в состав группы боле-тангале (боле-тангле) западночадской подветви западночадской ветви чадской семьи. Область распространения — северо-восточные и центральные районы Нигерии (штаты Баучи, Йобе, Гомбе и Тараба). Включает порядка 15 языков, в числе которых боле (болева, боланчи), гера, карекаре, нгамо, кирфи (гииво) и другие. Общая численность говорящих — около 780 000 человек.
Среди языков подгруппы боле часто отдельно выделяется язык карекаре, остальные языки при этом образуют объединение языков собственно боле. В рамках группы боле-тангале (или A.2) подгруппа боле (северная подгруппа) противопоставляется подгруппе языков тангале (южной подгруппе).
В ряде классификаций название «боле» используется для наименования общей группы языков боле-тангале.
На языках боле, карекаре и нгамо развивается письменность на основе латиницы, остальные языки бесписьменные.

## Классификация
В классификации афразийских языков британского лингвиста Роджера Бленча языки боле (северные боле) разделены на три кластера, первый включает восемь языков, второй — четыре языка, третий представлен только одним языком — карекаре:
- гера, герума, дено, буре, куби, гииво (кирфи), галамбу, даза;
- боле, нгамо, маака (маха), бееле;
- карекаре.

Языки кхолок и ньям у Роджера Бленча включены в подгруппу тангале. В классификации, опубликованной в издании 2006 года The Afro-Asiatic Languages. Classification and Reference List, в число языков подгруппы боле включался также язык пали.
В классификации, представленной в справочнике языков мира Ethnologue, отдельно выделяются язык карекаре и языки собственно боле (язык даза в данной классификации представлен как неклассифицированный в составе западночадской языковой подветви A):
- собственно боле: бееле, боле, буре, дено, галамбу, гера, герума, гииво (кирфи), кхолок, куби, маака (маха), нгамо, ньям;
- карекаре: карекаре.

Чешский лингвист Вацлав Блажек объединяет в подгруппу боле языки боле, нгамо, маха, гера, кирфи, галамбу, карекаре, герума, дено, куби и беле.
В классификации Рассела Шу, опубликованной в базе данных по языкам мира Glottolog, подгруппа боле включает следующие языки и диалекты:
- карекаре (биркай, джалалам, кварта матачи);
- ядерные боле:
  - галамбу-беле:
    - галамбу;
    - кирфи-беле:
      - гииво (кирфи);
      - нгамо-беле: боланчи-беле (бееле, ядерные боле), нгамо;

  - гера-герума-куби-дено:
    - гера-герума: гера, герума (дуурум, гамсава, сум);
    - куби-дено: дено, куби.
- неклассифицированные: буре, кхолок (включая куншену), маака (маха), ньям.

Язык даза в данной классификации описывается как незасвидетельствованный афразийский язык, место которого в чадской семье языков не уточняется.

## Лингвогеография

### Ареал и численность
Область распространения языков боле размещается в районах северо-восточной и центральной Нигерии. Она включает три разрозненных ареала. Один из них, юго-западный, расположен в центральной части территории штата Баучи (ареалы языков герума, гера, дено, куби, буре, кирфи, галамбу, бееле и даза). Другой, северо-восточный, находится на границе штатов Йобе, Баучи и Гомбе (ареалы языков карекаре, нгамо, боле и маха). Третий, юго-восточный, включающий два островных ареала языков кхолок и ньям, расположен в северной части территории штата Тараба.
Общая численность говорящих на языках боле по оценкам разных лет составляет около 780 000 человек. Наиболее распространёнными по числу носителей являются языки боле (250—300 тыс. чел.), гера (200 тыс. чел., 1995), карекаре (150 тыс. чел., 1993) и нгамо (60 тыс. чел., 1993).
Численность остальных языков не превышает 10 000 — 15 000 носителей, ряд языков насчитывает несколько сотен или даже десятков человек.

### Социолингвистические сведения
Наиболее значимым среди языков подгруппы боле является язык боле. По степени распространённости, числу носителей и престижности в северо-восточном нигерийском регионе он уступает только языку хауса, который является лингва франка по всей северной Нигерии и близлежащей субсахарской зоне, и языку канури, исторически доминирующему в Северо-Восточной Нигерии. На боле говорят не только представители этнической общности болева — как вторым языком боле владеют представители других народов и этнических групп в штатах Йобе и Гомбе.
Распространение в северо-восточных и центральных районах Нигерии хауса как языка межэтнического общения приводит к вымиранию целого ряда малых языков. Среди языков подгруппы боле на грани исчезновения находятся бееле (400 чел.), ньям (100 чел., 2006) и буре (20 чел., 2011), язык куби практически полностью вымер.

## История изучения
Языки боле являются малоизученными чадскими языками. Их изучение началось сравнительно недавно, во второй половине XX века. Описания ряда языков боле представлены, в частности, в работе Рассела Шуха 1978 года Bole-Tangale languages of the Bauchi area (Northern Nigeria). В разное время опубликованы исследования различных аспектов фонологии, морфологии и диалектологии языка боле, в 1988 году выпущена орфография языка карекаре. В последние годы изданы словари языков карекаре (2004), нгамо (2004) и боле (2004), а также описание фонологии языка нгамо (2005) и описание грамматики языка ньям (2012).